# Дубаи
Дубаи (арап. دبي) је највећи град Уједињених Арапских Емирата и главни град Емирата Дубаи. Према процени из 2025. имао је скоро четири милиона становника, од којих 92% чине имигранти. Налази се на југоисточној обали Персијског залива. Био је домаћин светског сајма Expo 2020.
Дубаи је постао глобални град и пословни центар Средњег истока. Он је исто тако један од главних транспортних центара за путнике и терет. До 1960-тих, дубајска економија је била базирана на приходима од трговине и, у мањој мери, нафтним истраживачким концесијама, али нафта није била откривена до 1966. Нафтни приход је први пут почео да притиче 1969. године. Дубајски нафтни приход је помогао у убрзавању раног развоја града, али су његове нафтне резерве ограничене и нивои продукције су ниски: тако да у данашње време мање од 5% прихода емирата потиче од нафте.
Емиратов модел западњачког стила пословања стимулише његову економију. Главни извори прихода су туризам, авијација, некретнине, и финансијске услуге. Дубаи је недавно био именован најбољом дестинацијом за муслиманске путнике према агенцији Salam Standard. Дубаи је недавно привукао светску пажњу због мноштва великих иновативних грађевинских пројеката и спортских догађаја. Град је попримио иконски статус због његових небодера и високих зграда, а посебно због највише зграде на свету, Бурџ Калифа. Дубаи је био критикован због кршења људских права у погледу градске предоминантно јужноазијске и филипинске радне снаге. Дубајско тржиште некретнинама је доживело значајно погоршање током 2008–09 након финансијске кризе из 2007–08, али се економија емирата повратила у стање раста.
Године 2012, Дубаи је био 22. најскупљи град на свету и најскупљи град на Средњем истоку. Године 2014, дубајске хотелске собе су биле рангиране на другом месту у свету по скупоћи, након Женеве. Дубаи је био рангиран као једно од најбољих места за живот на Средњем истоку од стране глобалне консултантске фирме из САД .

## Етимологија
Многе теорије су биле предложене о пореклу речи „дубаи”. Једна теорија сугерише да је реч кориштена за описивање „пијаце” (souq). Једна арапска пословица гласи „Daba Dubai” (арап. دبا دبي), што значи „Они су дошли са пуно новца”. Према Феделу Хандхалу, научнику који се бави историјом и културом УАЕ, могуће је да је реч „дубаи” проистекла из речи daba (арап. دبا) (прошло време од yadub (арап. يدب), што значи „пузати”), што се односи на спори проток Дубајског потока у копно. Песник и научних Ахмад Мохамад Обајд наводи исту реч, али са алтернативним значењем „бебе цврчка” (арап. جراد) због изобиља скакаваца у овом подручју пре насељавања. Становник града је Дубајац.

## Географија

### Положај
Дубаи се налази у Уједињеним Арапским емиратима и смештен је на обали Персијског залива. Надморска висина му је 16 m. Емират Дубаи се граничи са емиратима: Абу Даби на југу, Шарџом на североистоку и султанатом Оман на југоистоку. Хата, мала енклава овог емирата је окружена са три стране султанатом Оман и емиратима Аџман и Рас ел Хајма. Персијски залив чини западну обалу емирата. Дубаи заузима површину од 4.114 km² што представља значајно повећање земљишта у односу на почетних 3.880 km². Разлика у површини добијена је захваљујући отимању земљишта од мора и вађењу песка са морског дна.
Дубаи лежи у Арабијској пустињи, али му се топографски изглед драстично разликује од саме пустиње по томе што је предео око Дубаија прошаран пешчаним пустињским пределима, док у осталим деловима, а нарочито на јужним, преовладава пешчана пустиња. Песак, који се углавном састоји од здробљених шкољки и корала, је ситан, чист и бео. Источно од града, сољу прекривено обалско подручје, познато и као сабкха, представља пут до дина како на северу тако и на југу. У смеру истока налазе се више дине које због гвозденог оксида у себи имају црвену боју.
Равна пешчана пустиња води на запад до планине Хаџар, која се пружа дуж границе Дубаија са Оманом и Хатом. Ланац Западни Хаџар је неплодан, нераван и порушен предео, чији планински врхови достижу висини на појединим местима и до 1.300 метара.
Дубаи нема природну реку или оазе, али има природан затон, назван река Дубаи, који је временом прошириван и продубљиван тако да сад представља сигуран пловни пут и за велике бродове који њиме плове. Дубаи такође има и неколико клисура и извора воде који настају у планинама Западног Хаџара. Огромно море и пешчане дине прекривају већи део јужног Дубаија и воде у пустињу познату као Празна четвртина.
Сеизмички Дубаи је у веома стабилној зони, недалека сеизмичка линија која је удаљена 200 km од Уједињених Арапских Емирата готово да и нема утицаја на сеизмичка дешавања у Дубаију. Стручњаци такође предвиђају да не постоји опасност од настанка цунамија јер вода Персијског залива није довољно дубока за настајање цунамија.
Воде Дубаија су дом за преко 300 врста риба, укључујући тропске рибе, затим медузе, корале, делфине, китове и ајкуле. Различите врсте корњача такође могу бити пронађене у региону, укључујући и Hawksbill и зелену корњачу која се налази на листи заштићених животињских врста. Дрвеће расте у преријама унутар планина Западног Хаџара. Неколико самониклих палминих дрвореда као и залив Дубаи пружају се кроз град у правцу североисток-југозапад. Источни део чини локалитет познат као Деира и налази се уз бок емирата Шарца, и град Ал Aweer на југу. Дубаи међународни аеродром смјештен је на југу Деира, док је аеродром Палм Деира смјештен северно од Деире на обали Персијског залива.
Највећа концентрација земљишта и грађевина је западно од Дубаи затона, на приобалном подручју познатом као Џумерах. Порт Рашид, Џебел Али, Бурџ ел Араб, и Палм Џамеирах, тематске и слободне трговинске и остале зоне, као што је Business Bay су такође смештене овде.

### Клима
Дубаи има топлу пустињску климу. Лета у Дубаију су екстремно топла, ветровита, и влажна, са високим просеком на око 41 °C (106 °F) и ноћним нижим температурама од око 30 °C (86 °F) у најтоплијем месецу, августу. Већина дана је сунчана током целе године. Зиме су топле са просечном високом температуром од 24 °C (75 °F) и ноћним ниским температурама од 14 °C (57 °F) у јануару, најхладнијем месецу. Падавине су концентрисане између јануара и марта. Од краја априла до почетка новембра тек једном месечно пада киша (вишегодишњи просек). Преципитација се, међутим, повећала у задње две декаде, при чему акумулација кише досеже 94,3 mm (3,71 in) годишње. Дубајска лета су исто тако позната по умерено високом нивоу влажности, што их може учинити неудобним за многе. Услед влажности ваздуха од око 60%, субјективни осећај топлоте је знатно мањи него нпр. у Европи. Највиша забележена температура у УАЕ је 52,1 °C (126 °F), која је измерена јула 2002.
| Клима Дубаија                                | Клима Дубаија | Клима Дубаија | Клима Дубаија | Клима Дубаија | Клима Дубаија | Клима Дубаија | Клима Дубаија | Клима Дубаија   | Клима Дубаија | Клима Дубаија | Клима Дубаија | Клима Дубаија | Клима Дубаија |
| Показатељ \ Месец                            | .Јан.         | .Феб.         | .Мар.         | .Апр.         | .Мај.         | .Јун.         | .Јул.         | .Авг.           | .Сеп.         | .Окт.         | .Нов.         | .Дец.         | .Год.         |
| -------------------------------------------- | ------------- | ------------- | ------------- | ------------- | ------------- | ------------- | ------------- | --------------- | ------------- | ------------- | ------------- | ------------- | ------------- |
| Апсолутни максимум, °C (°F)                  | 31,8 (89,2)   | 37,5 (99,5)   | 41,3 (106,3)  | 44,6 (112,3)  | 47,0 (116,6)  | 47,9 (118,2)  | 49,0 (120,2)  | 48,8 (119,8)    | 45,1 (113,2)  | 42,4 (108,3)  | 38,1 (100,6)  | 33,2 (91,8)   | 49 (120,2)    |
| Максимум, °C (°F)                            | 23,9 (75)     | 25,4 (77,7)   | 28,9 (84)     | 33,3 (91,9)   | 37,7 (99,9)   | 39,8 (103,6)  | 40,9 (105,6)  | 41,3 (106,3)    | 38,9 (102)    | 35,4 (95,7)   | 30,6 (87,1)   | 26,2 (79,2)   | 33,53 (92,33) |
| Просек, °C (°F)                              | 19,1 (66,4)   | 20,5 (68,9)   | 23,6 (74,5)   | 27,5 (81,5)   | 31,4 (88,5)   | 33,4 (92,1)   | 35,5 (95,9)   | 35,9 (96,6)     | 33,3 (91,9)   | 29,8 (85,6)   | 25,4 (77,7)   | 21,2 (70,2)   | 28,05 (82,48) |
| Минимум, °C (°F)                             | 14,3 (57,7)   | 15,5 (59,9)   | 18,3 (64,9)   | 21,7 (71,1)   | 25,1 (77,2)   | 26,9 (80,4)   | 30,0 (86)     | 30,4 (86,7)     | 27,7 (81,9)   | 24,1 (75,4)   | 20,1 (68,2)   | 16,3 (61,3)   | 22,53 (72,56) |
| Апсолутни минимум, °C (°F)                   | 7,7 (45,9)    | 7,4 (45,3)    | 11,0 (51,8)   | 13,7 (56,7)   | 15,7 (60,3)   | 19,6 (67,3)   | 24,1 (75,4)   | 24,0 (75,2)     | 22,0 (71,6)   | 15,0 (59)     | 10,8 (51,4)   | 8,2 (46,8)    | 7,4 (45,3)    |
| Количина падавина, mm (in)                   | 20,8 (0,819)  | 9,9 (0,39)    | 21,7 (0,854)  | 3,3 (0,13)    | 0,1 (0,004)   | 0,02 (0,0008) | 1,1 (0,043)   | 0,003 (0,00012) | 0,04 (0,0016) | 1,5 (0,059)   | 5,9 (0,232)   | 14,8 (0,583)  | 79,2 (3,118)  |
| Дани са падавинама (≥ 1 mm)                  | 2,8           | 2,4           | 3,4           | 1,5           | 0,4           | 0,1           | 0,5           | 0,5             | 0,2           | 0,3           | 1,3           | 3,8           | 17,2          |
| Релативна влажност, %                        | 65            | 64            | 61            | 54            | 50            | 55            | 55            | 53              | 59            | 60            | 61            | 65            | 58,7          |
| Сунчани сати — месечни просек                | 253,1         | 250,8         | 288,0         | 315,6         | 350,0         | 344,5         | 340,3         | 333,9           | 307,8         | 300,0         | 268,1         | 256,9         | 3.608,9       |
| Сунчани сати — дневни просек                 | 8,1           | 8,6           | 8,7           | 10,2          | 11,3          | 11,5          | 10,7          | 10,5            | 10,3          | 9,9           | 9,3           | 8,2           | 9,78          |
| UV индекс                                    | 5             | 7             | 9             | 11            | 12            | 12            | 12            | 12              | 11            | 9             | 6             | 5             | 9,3           |
| Извор #1:                                    |               |               |               |               |               |               |               |                 |               |               |               |               |               |
| Извор #2: Национални метеоролошки центар УАЕ |               |               |               |               |               |               |               |                 |               |               |               |               |               |

## Историја
У прошлости, овај град, као уосталом и већи део овог дела света, живео је од риболова и лова на шкољке. Ситуација се драстично променила проналаском нафте, а цела ова регија је веома богата нафтом. Од када су 1971. године Дубаи и осталих шест емирата оформили Уједињене Арапске Емирате, ова држава је у врху светских произвођача. То је дало могућности и овом граду као и целом емирату да брзо напредује. Знајући да резерве нафте неће трајати вечно Рашид ибн Саед ел Мактум, емир (шеик) Дубаија од 1958—1990, је имао идеју како да Дубаи учини богатим и после нестанка нафтних резерви. Почео је са детаљним плановима за развој највећег светског туристичког места. Огроман новац добијан од нафте каналисао је у наглу изградњу овог града. Велики број Индијаца и Пакистанаца је дошао у овај град, да раде као физички радници на огромним грађевинским радовима. Број становника од 1968. до 1975. повећао се 4 пута.
У почетку су грађевине биле нешто скромније да би 1990-их година почели да се граде објекти који би могли да се назову светским чудима. Један од таквих је хотел Ал Араб, који је званично највећи и највиши хотел на свету, и уједно једини хотел са 7 звездица. Направљен је у облику једра на рибарском бродићу по жељи самог емира. Улазни хол је највећи на свету, виши од саме Ајфелове куле. Међутим након његовог завршетка почеле су да се граде још нестварније творевине: полуострва у облику палме и острва која заједно праве изглед целе земаљске површине. Једно вештачки направљено острво на том архипелагу коштало преко 30 милиона долара. Цео град има велики број луксузних тржних центара, а један од њих је толико велики да су у њему сместили скијашку стазу.

## Привреда
Данас је Дубаи град престижа за велики број туриста из врхова светске елите. Иако је град настао на производњи нафте, она сада учествује са само 4% у укупном националном дохотку који износи преко 45 милијарди долара.

## Међународна сарадња
Дубаи има 33 градова побратима. Већина уговора о братимљењу је склопљена после 2002. године.
| - Јереван, Јерменија - Барселона, Шпанија - Бејрут, Либан - Бризбејн, Аустралија - Бусан, Јужна Кореја - Каракас, Венецуела - Хеб, Чешка - Дамаск, Сирија - Детроит, Сједињене Државе - Данди, Уједињено Краљевство - Франкфурт, Немачка - Женева, Швајцарска | - Гоулд Коуст, Аустралија - Гранада, Шпанија - Киш, Иран - Гуангџоу, Кина - Хонгконг, Кина - Истанбул, Турска - Хајдерабад, Индија - Кувајт, Кувајт - Лос Анђелес, Сједињене Државе - Мандалујонг, Филипини - Монтереј, Мексико - Москва, Русија | - Њукасл, Уједињено Краљевство - Њујорк, САД - Осака, Јапан - Париз, Француска - Финикс, САД - Сан Хуан, Порторико - Путраџаја, Малезија - Шангај, Кина - Техеран, Иран - Триполи, Либија - Ванкувер, Канада |